# Griselles (Côte-d'Or)
Griselles  es una población y comuna francesa, en la región de Borgoña, departamento de Côte-d'Or, en el distrito de Montbard y cantón de Laignes.

## Demografía
| 253                       | 258 | 295 | 311 | 319 | 307 | 310 | 299 | 299 | 289 | 299 | 286 | 275 | 265 | 249 | 249 | 242 | 227 | 218 | 207 | 204 | 170 | 179 | 152 | 134 | 138 | 151 | 110 | 125 | 116 | 114 | 87 | 84 | 72 | 73 |
| (Fuente: INSEE y Cassini) |     |     |     |     |     |     |     |     |     |     |     |     |     |     |     |     |     |     |     |     |     |     |     |     |     |     |     |     |     |     |    |    |    |    |